# Totally Enormous Extinct Dinosaurs
Totally Enormous Extinct Dinosaurs (abrégé TEED), de son nom civil Orlando Tobias Edward Higginbottom (né le 7 mars 1986 à Londres, en Angleterre), est un producteur britannique de musique électronique.

## Biographie
Orlando est le fils du professeur Edward Higginbottom, ancien chef de chorale du New College d'Oxford. Il fait ses études à l'Abingdon School et à la Cherwell School d'Oxford. Musicien de formation classique, il fréquente la Junior Royal Academy of Music de Londres. Orlando commence à écouter de la musique électronique au début de son adolescence, en empruntant des cassettes audio à ses frères et sœurs plus âgés. Orlando déclare à Spin qu'il cherchait un nom qui « ne pouvait pas être cool, qui ne pouvait pas être mis dans une sorte de scène qui devient branchée pendant six mois et qui tombe ensuite en désuétude ».
Le 11 juin 2012, le premier album de TEED, Trouble, est publié par Polydor Records. L'album est bien accueilli, avec des critiques favorables de plusieurs publications musicales respectées, dont le NME (« L'un des jeunes producteurs les plus excitants du Royaume-Uni »), Pitchfork et la BBC. Trouble est désigné par iTunes UK comme l'« album électronique de l'année », DJ Magazine l'élit « album de l'année » et la BBC le classe cinquième dans son sondage sur les albums de fin d'année. Trouble est également élu « meilleur album » dans le Best of British 2012 de DJ Magazine, et TEED reçoit également le prix du « meilleur artiste live ». Le 8 juillet 2013, Crosstown Rebels publie Get Lost VI, une compilation de musique conçue et mixée par TEED, comprenant des morceaux d'Underground Resistance, Tiga, Breach, Trus'me, Axel Boman, Dave Aju, Mathew Jonson et bien d'autres. Elle est élue « meilleure compilation » dans le Best of British 2013 de DJ Magazine. Le 14 août 2014, TEED lance Nice Age, un label multiplateforme, dont la première sortie, Feels Like, est une collaboration entre TEED et Anna Lunoe.
TEED sort un EP intitulé The Distance en 2021. Le 30 mars 2022, TEED annonce son deuxième album, When the Lights Go, qui devait sortir le 22 juillet 2022, mais qui est repoussé jusqu'au 9 septembre 2022 et qui sort sur son propre label, Nice Age. 

## Discographie
- 2012 : Trouble (Polydor)
- 2012 : When the Lights Go (Nice Age)